# Mandana Jones
Mandana Jones (Londen, 26 februari 1967) is een Brits actrice. Ze is vooral bekend door haar rol van gevangene Nikki Wade in de Britse hitserie Bad Girls, waardoor ze een 'gay icon' werd.

## Biografie
Mandana Jones groeide op in Londen. Haar vader, afkomstig uit Wales, leerde haar moeder kennen in Iran en samen kregen zij drie kinderen. Mandana is de jongste en heeft twee broers.
Op advies van haar leraar Engels, die meende dat zij goed kon acteren, besloot ze na de middelbare school een opleiding aan het London Drama Centre te volgen. Begin jaren negentig speelde ze in Een Midzomernachtdroom voor The English Shakespeare Company en in twee producties van het theatergezelschap Talking Tongues van Rachel Weisz.
Haar eerste televisierol was Sam Hayes in de soap London Bridge. Ze speelde hierin van 1996 tot en met 1998. Vrijwel direct daarna kreeg ze de rol van Nikki Wade in de ITV-serie Bad Girls, die zich afspeelt in een vrouwengevangenis. Nikki Wade heeft levenslang gekregen voor de moord op een politieagent en wordt verliefd op Helen Stewart (gespeeld door Simone Lahbib), die de leiding over de vrouwenvleugel heeft. Door deze rol werd ze, evenals haar tegenspeelster Lahbib, een geliefd gay icon, hoewel ze zelf heteroseksueel is.
Jones verliet Bad Girls na drie seizoenen en speelde sindsdien in verschillende televisieproducties.
Zij is sinds oktober 2005 moeder van een zoon.